# Aeropuerto Nacional El Tajín
El Aeropuerto Nacional El Tajín o Aeropuerto de Poza Rica (Código IATA: PAZ - Código OACI: MMPA - Código DGAC: PAZ es un aeropuerto nacional que se localiza a doce kilómetros al norte de la ciudad de Poza Rica, Veracruz, México, en el municipio de Tihuatlán. Se encarga del tráfico aéreo de las ciudades de Poza Rica y Túxpam.

## Información
Fue incorporado a la Red ASA en 1979. El aeropuerto tiene una superficie de 157 hectáreas aproximadamente y su plataforma para la aviación comercial es de 15,750 metros cuadrados; además tiene tres posiciones y una pista de 1.8 kilómetros de longitud, con capacidad para recibir aviones tipo ATR 42, Bombardier CRJ100/200 y Embraer ERJ 145. A pesar de la corta longitud de la pista, el 14 de mayo de 2018 el avión presidencial José María Morelos y Pavón (Boeing 787-8) aterrizó en dicho aeropuerto para llevar al presidente Enrique Peña Nieto a su gira de trabajo por el norte del estado de Veracruz.
Posee estacionamiento propio, con capacidad de 94 lugares y ofrece los servicios de renta de autos y transportación terrestre.
Las operaciones en el aeropuerto El Tajín se han visto favorecidas en gran parte debido al volumen de pasajeros, ejecutivos y personas dedicadas a la industria petrolera que viajan a la ciudad por cuestiones de trabajo y al incremento en las actividades de los principales proyectos de la paraestatal Petróleos Mexicanos.
En 2023, el Aeropuerto El Tajín recibió a 3,050 pasajeros, un aumento del 14.40% respecto al año 2022, en el que recibió a 2,666 pasajeros.
La terminal aérea volvió a estar activa con la operación de cuatro rutas hacia Reynosa, Veracruz, Villahermosa y Tampico, ofrecidas por la aerolínea Aerus desde el 18 de diciembre de 2023.
El aeropuerto fue nombrado debido a la cercanía con la antigua capital del estado Totonaca de El Tajín, que actualmente es una zona arqueológica precolombina. 
Su horario oficial de operación es de las 7:00 a las 19:00 horas.

## Aerolíneas y destinos

### Pasajeros
| Destinos por aerolínea                                 | Destinos por aerolínea          | Destinos por aerolínea |
| Aerolínea                                              | Destinos                        |                        |
| ------------------------------------------------------ | ------------------------------- | ---------------------- |
| Aerus                                                  | Ciudad de México–AIFA, Veracruz |                        |
| Total: 2 destinos (nacionales), 1 aerolínea (nacional) |                                 |                        |

### Destinos nacionales
Se brinda servicio a 2 ciudades dentro del país a cargo de 1 aerolínea.
| Ciudad de México (NLU) | • |   | 1 |
| Veracruz (VER)         | • |   | 1 |
| Total                  | 2 | 0 | 2 |

## Estadísticas

### Tráfico anual
| Año  | Pasajeros Totales | cambio en % | Movimiento de carga (t) | Operaciones aéreas |
| 2006 | 75,876            | Sin cambios | 81                      | 10,487             |
| 2007 | 80,861            | 6.56%       | 93                      | 11,635             |
| 2008 | 106,636           | 31.87%      | 58                      | 11,432             |
| 2009 | 119,183           | 11.76%      | 82                      | 11,303             |
| 2010 | 102,192           | 14.25%      | 202                     | 11,046             |
| 2011 | 113,720           | 11.28%      | 123                     | 12,009             |
| 2012 | 127,745           | 12.33%      | 198                     | 14,018             |
| 2013 | 113,496           | 11.15%      | 173                     | 9,999              |
| 2014 | 92,587            | 18.42%      | 120                     | 9,444              |
| 2015 | 60,575            | 34.57%      | 93                      | 7,333              |
| 2016 | 37,613            | 37.90%      | 88                      | 4,013              |
| 2017 | 27,365            | 27.24%      | 45                      | 3,289              |
| 2018 | 25,890            | 5.39%       | 11                      | 4,172              |
| 2019 | 27,083            | 4.61%       | 17                      | 5,391              |
| 2020 | 4,146             | 84.69%      | 0.4                     | 1,204              |
| 2021 | 2,645             | 36.21%      | 0                       | 2,342              |
| 2022 | 2,666             | 0.80%       | 0                       | 1,147              |
| 2023 | 3,050             | 14.40%      | 0                       | 1,015              |
| 2024 | 1,180             | 61.31%      | 0                       | 1,180              |
| ---- | ----------------- | ----------- | ----------------------- | ------------------ |

| Gráfica de evolución tráfico de pasajeros de Aeropuerto Tajín entre 2006 y 2024 |
|                                                                                 |

## Accidentes e incidentes
- El 26 de octubre de 1955 una aeronave Douglas DC-3 con matrícula XA-HUH perteneciente a Mexicana de Aviación que cubría un vuelo entre el Aeropuerto de Poza Rica y el Aeropuerto de Tampico tuvo que realizar un aterrizaje forzoso en el Ejido Tequila (Texcoco) debido a una falla de motor, quedando destruidos el tren de aterrizaje y el motor derecho. No hubo lesionados.[5]

- El 17 de mayo de 1967 una aeronave Douglas C-47B-10-DK (DC-3) con matrícula XC-BII operada por PEMEX que realizaba un vuelo ejecutivo entre el Aeropuerto de Poza Rica y el Aeropuerto de Minatitlán se estrelló por causas desconocidas a 13 kilómetros al sureste de la Laguna de Sontecomapan durante su fase de crucero, matando a los 3 tripulantes y a los 4 pasajeros.[6]

- El 25 de enero de 1970 una aeronave Convair CV-240-2 con matrícula XC-DOK operado por la CFE que cubría un vuelo entre el Aeropuerto de la Ciudad de México y el Aeropuerto de Poza Rica con el fin de transportar periodistas para la campaña presidencial de ese año. Dicho avión se estrelló en el Cerro de La Vega durante su aproximación al Aeropuerto de Poza Rica, matando a los 4 miembros de la tripulación y a 15 de los 16 pasajeros.[7]

- El 5 de mayo de 1984 una aeronave Beechcraft 200 Super King Air con matrícula XA-LIG se estrelló en un cerro tras hacer una aproximación fallida en el Aeropuerto de Poza Rica, matando a los 2 pilotos y a los 5 pasajeros. Al momento de la aproximación, el aeropuerto se encontraba cubierto de niebla, el piloto solicitó autorización para aterrizar pero al no hacer contacto visual con la pista, decidió hacer la ida al aire.[8]

## Aeropuertos cercanos
Los aeropuertos más cercanos son:
- Aeropuerto Nacional El Lencero (144 km)
- Aeropuerto Internacional Felipe Ángeles (188 km)
- Aeropuerto Internacional de Puebla (188 km)
- Aeropuerto Internacional de Tampico (193 km)
- Aeropuerto Internacional General Heriberto Jara (209 km)
- Aeropuerto Internacional de la Ciudad de México (212 km)